# Taboo

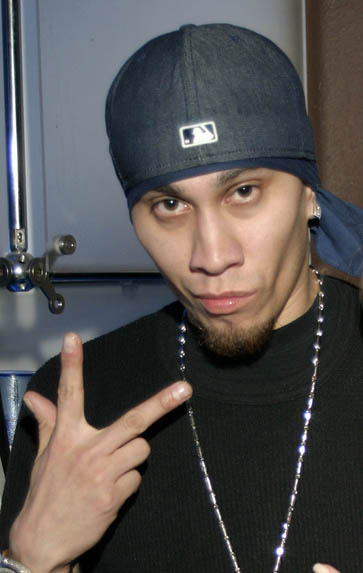
Taboo

Jaime Luis Gomez (mer känd som Taboo), född 14 juli 1975, är en latinorappare med en hård röst som nu sjunger i The Black Eyed Peas.
Han blev medlem i The Black Eyed Peas 1995. Apl.de.ap och Will.i.am var originalbandmedlemmarna, bandet hette först Atban Klann men bytte sedan namnet till The Black Eyed Peas. Han är en blandning mellan mexikan och amerikan. Taboo har rappat med Ricky Martin 2005, i låten Drop it on me.
Den 12 juli 2008 gifte sig Taboo med Jaymie Dizon.